# Rio Ipanema (São Paulo)
O rio Ipanema é um rio brasileiro do estado de São Paulo, afluente da margem esquerda do rio Sorocaba, sendo um dos seus principais rios tributários.

## Etimologia
O nome Ipanema significa "água imprestável", “lago fedorento”, "água turva", "água imprestável para o consumo humano".
Tem origem na língua tupi e o nome é a junção dos elementos y, que significa "água", e panema, que significa "imprestável".
Outra hipótese de tradução seria upaba, que significa "lago", e nem, que significa "fedorento".
O bairro carioca de Ipanema tem este nome justamente por causa do rio Ipanema.
O fato é que José Antônio Moreira Filho (1830-1899), feito segundo Barão de Ipanema em 1847 (e conde em 1868), comprou no fim do século XIX as terras onde hoje está localizado o bairro carioca, fundando a Vila Ipanema em 1894. Seu pai, José Antônio Moreira, primeiro Barão, Visconde e Conde de Ipanema, era um minerador que, ao receber o título de Barão em 1847, decidiu homenagear a vila de São João de Ipanema, hoje pertencente ao distrito de Bacaetava, município de Iperó, e que tinha esse nome por causa do rio Ipanema que a banhava.
José Antônio Moreira Filho apenas transferiu o nome do título de nobreza da sua família para as terras que acabara de comprar no Rio de Janeiro.

## Características
A área da bacia hidrográfica do rio Ipanema é de aproximadamente 100 km2. O comprimento do rio é de 15,2 km, com declividade equivalente de 10,4 m/km.
Suas cabeceiras estão localizadas nos municípios de Araçoiaba da Serra e Sorocaba, desaguando no rio Sorocaba no distrito de Bacaetava, município de Iperó.
A bacia do rio Ipanema encontra-se inserida na unidade de gerenciamento de recursos hídricos 10 (UGRHI 10 – Sorocaba/Médio Tietê), especificamente na bacia do rio Sorocaba. Sua bacia abrange os municípios de Araçoiaba da Serra, Sorocaba e Iperó (distrito de Bacaetava).
A maior parte de seu leito fica no interior da Floresta Nacional de Ipanema, onde foi construída em 1811 a Represa Hedberg, considerada a primeira do Brasil para aproveitamento de energia hidráulica, pela Real Fábrica de Ferro São João do Ipanema.
Atualmente suas águas estão em processo de deterioração em decorrência da emissão de esgotos, pois parte do rio está situado na periferia dos municípios Sorocaba e Araçoiaba da Serra.